# Shiny Entertainment
Shiny Entertainment és una desenvolupadora de videojocs situada a Newport Beach, Southern CA, i és l'empresa creadora de jocs com Earthworm Jim, MDK, Sacrifice i Enter The Matrix. Shiny va ser fundada per David Perry a l'octubre del 1993 i és actualment un estudi de desenvolupament sota Foundation 9, Entertainment Inc..

## Videojocs
- Earthworm Jim
- Earthworm Jim 2
- MDK
- R/C Stunt Copter, un joc de PlayStation. Aquest joc l'ha comprat la Midway de Interplay.
- Wild 9, un joc d'acció per Playstation.
- Messiah
- Sacrifice
- Enter the Matrix basat en les pel·lícules Matrix.
- The Matrix: Path of Neo